# Jona Pur
Jona Pur (ook wel gespeld als Jaunapur) is een census town in het district Zuid-Delhi van het Indiase unieterritorium Delhi.

## Demografie
Volgens de Indiase volkstelling van 2001 wonen er 7419 mensen in Jona Pur, waarvan 57% mannelijk en 43% vrouwelijk is. De plaats heeft een alfabetiseringsgraad van 62%.